# Университет искусств Тама
Университет искусств Тама (яп. 多摩美術大学 Тама бидзюцу дайгаку) — высшая художественная школа, расположенная в районе Сэтагая, в Токио.

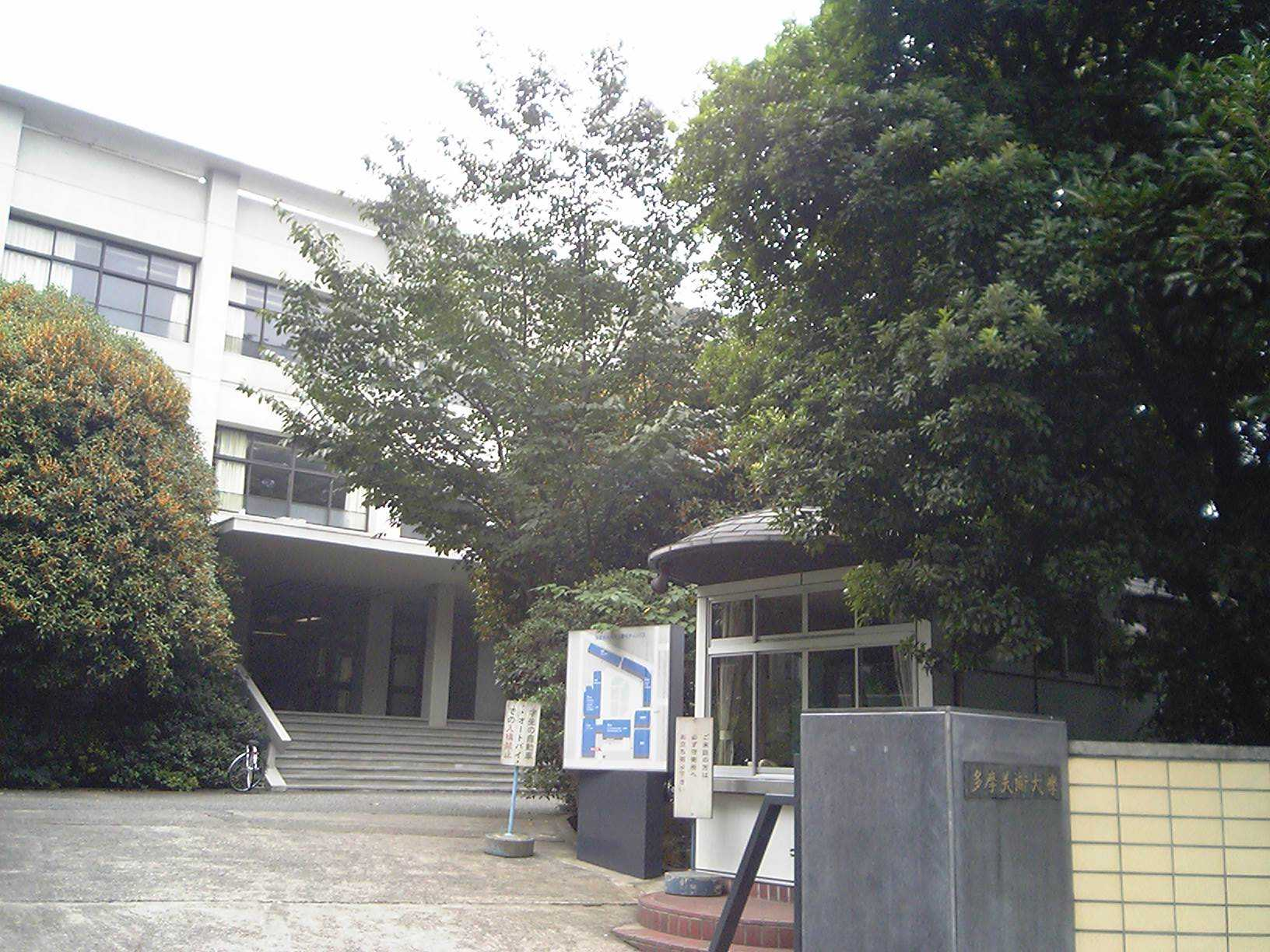
Университет искусств Тама

Университет Тама был основан в 1935 году как Императорская художественная академия Тама (яп. 多摩帝国美術学校 Тама тэйкоку бидзюцу гакко:), отделение Императорской художественной академии, ныне Университет искусств Мусасино.

## Инфраструктура
Университет Тама располагает музеем искусств, а также уникальной библиотекой. Библиотека была спроектирована архитектором Тойо Ито. Она расположена в пригороде Токио на территории одного из кампусов университета. Библиотека имеет несколько уровней:
Подземный уровень — самый нижний — подразумевает собой технические помещения, а также книгохранилище.
Первый уровень — выставочное пространство с художественной галереей, лаборатория, пространство для выступлений, офисы. Здесь же студенты имеют возможность для питания в кафе.
Второй уровень — тихая зона для чтения.